# 小高奈月
小高 奈月（こだか なづき、1987年4月30日 - ）は、埼玉県出身の女優、声優、元子役。オフィスジェイトップ、イトーカンパニーに所属していた。アルゴミュージカル出身。

## 出演作品

### 舞台
- アニー（1999年） - アイリーン[2]
- オンリーワン（2000年）主役：あき役
- アニー（2001年） - ジュライ[2]
- アルゴミュージカル　「誰もがリーダー・誰もがスター」（2002年）たえ役
- アルゴミュージカル「新・子猿物語」（2003年）主役：リーダー役
- アルゴミュージカル「ユー・ガット・ア・フレンド」2004年）１作品主役

### テレビ
- 流れ板七人（1997年）
- フルーツサンデー（1997年）
- モグモグGOMBO
- イグアナの娘
- いつみても波乱万丈（うつみ宮土理・内海好江）
- どーなってるの

### アニメ
- スヌーピー　ルーシー役（声優）

### CM
- 武田薬品工業 プラッシー
- KDDI
- 電気事業連合会
- 学研ホールディングス
- バスロマン

### ビデオ
- サンリオピューロランド レッツダンス
- 東京ディズニーランド ミュージカル・ツアー

### 雑誌
- フォー・スフィア